# Jenny Saville
Jenny Saville, née à Cambridge le 7 mai 1970, est une peintre britannique. Elle est une des figures majeures des Young British Artists ou YBA.
Vivant et travaillant à Oxford, elle est surtout connue pour ses peintures monumentales de nu. En 2018, elle devient l’artiste féminine vivante la plus cotée au monde,,.

## Biographie et travaux
Née en 1970 en Angleterre, Jenny Saville suit ses études secondaires à la Lilley and Stone School à Newark, dans le Nottinghamshire.

Elle obtient son diplôme à la Glasgow School of Art (1988–1992) et gagne une bourse de six mois à la University of Cincinnati ; elle déclare : 

« De nombreuses femmes énormes. Beaucoup de chair en short et t-shirt. C'était bien à voir parce qu'elles avaient le physique qui m'intéressait. »

Ce type de physique lui rappelle Pablo Picasso, dont elle dit s'inspirer partiellement. Elle le voit comme un peintre qui fait des sujets comme s'ils étaient « solidement présents et … non éphémères ».
L'artiste est repérée par le monde de l'art en 1993, à la suite de l'achat de ses œuvres de fin d'études par le collectionneur et marchand d'art Charles Saatchi, puis de son invitation à exposer à la galerie Saatchi. Elle s'impose ensuite dans le mouvement des Young British Artists grâce à ses peintures de nus explorant le corps de la femme.
Elle est parfois décrite comme l’héritière de Chaïm Soutine, Francis Bacon et Lucian Freud pour sa manière de peindre la chair.

## Œuvres principales
- Self Portrait, vers 1991, 89,5 x 90 cm
- Interfacing, 1992, 1,22 x 1,01 m
- Branded, 1992, 2,09 x 1,79 m[11].
- Propped, 1992, 2,13 x 1,83 m
- The Bride, 1992, 1,42 x 0,99 m
- Branded, 1992, 2,09 x 1,79 m
- Prop, 1993, 2,13 x 1,83 m
- Plan, 1993, 2,74 x 2,13 m
- Cindy, 1993, 56 x 46 cm
- Trace, 1993-1994, 2,13 x 1,65 m
- Strategy (triptyque), 1993-1994, 2,74 x 6,40 m
- Knead, 1994, 1,37 x 1,57 m
- Closed Contact, 1995-1996, 1,83 x 1,81 m
- Shift, 1996-1997, 3,30 x 3,30 m
- Hybrid, 1997, 2,74 x 2,13 m
- Brace, 1998–1999, 3,02 x 1,81 m
- Ruben's Flap, 1998–1999, 3,05 x 2,44 m
- Fulcrum, 1999, 2,61 x 4,88 m
- Hem, 1999, 3,05 x 2,13 m
- Hyphen, 1999, 2,74 x 3,66 m
- Matrix, 1999, 2,14 x 3,05 m
- Host, 2000, 3,04 x 4,57 m
- Pause, 2002-2003, 3,05 x 2,13 m
- Suspension, 2002-2003, 2,92 x 4,53 m
- Reverse, 2003, 2,13 x 2,44 m
- Reflective Flesh, 2003, 3,05 x 2,44 m
- Torso2, 2004, 3,60 x 2,94 m
- Stare, 2004-2005, 3,05 x 2,50 m
- Rosetta 2, 2005-2006, 2,49 x 1,85 m
- Red Stare Collage, 2007-2009, 2,52 x 1,87 m
- Red Stare Head IV, 2006-2011, 2,52 x 1,87 m
- Shadow Head, 2007, 2,69 x 2,20 m
- Bleach, 2008, 2,52 x 1,87 m
- One out of two (symposium), 2016, 1,52 x 2,25 m
- Red Fates, 2018, 2,40, 2,50 m
- Self Portrait, 2019

## Expositions
- 1993 : Cooling Gallery, Londres
- 1997 : « Sensation », Royal Academy of Arts, Londres
- 2010 : Gagosian Gallery, Londres
- 2018 : Edinburgh Art Festival
- 2025: The Anatomy of Painting, National Portrait Gallery, Londres, 20.06. - 07.09.2025 [12]